# Boilerplate (robot)
Boilerplate (magyarul: kazánlemez) egy kitalált robot, amely a története szerint a viktoriánus korban és a korai 20. században létezett és cselekedett. Valójában a portlandi Paul Guinan amerikai művész alkotta meg a történetét 2000-ben. A robot eredetileg egy képregényben szerepelt volna, ám a Guinan által létrehozott „alternatív történelmi” avagy áltörténelmi weboldalon jelent meg először és innen vált ismertté. Megjelenése óta más médiákban is felbukkant.

## Kifejlesztése
Boilerplate első alkalommal a Paul Guinan által 2000-ben készített weboldalon tűnt fel. A Boilerplate weboldal egy nevezetes robot történetét részletezi; a robotot a történet szerint a 19. század végén készítették. A weboldalon photoshop szoftverrel készített „archivált fotók” láthatók, amelyeken Boilerplate (valójában egy kb. 30 centiméteres csuklókkal tagolt mozgatható modell) szerepel különböző történelmi alakok társaságában, mint például mint például Teddy Roosevelt és Pancho Villa. Mikor Guinan felismerte, hogy a weboldal néhány látogatója komolyan (értsd: készpénznek) veszi a történetet, és ezzel egy önkéntelen beugratást hozott létre, úgy döntött, hogy végigviszi a kísérletet és meglátja, hogy mennyire tudja hitelessé változtatni a karaktert. A figurához történeteket gyártott, ügyelve arra, hogy a nem kitalált, valódi történelmi események leírása pontos legyen. A motivációit egy 2002-es interjúban így magyarázta:
 „Természetesen igen boldog voltam, hogy elértem a célomat, – mondta – keresztülvittem, hogy ez a dolog hitelesnek látszódjon, és az emberek bevették. Ez tehát siker! De mint amatőr történész, felelősséget is érzek a történet helyes értelmezéséért. Ezért rosszul éreztem magam a becsapás miatt. Ez egy vegyes csomag volt.”

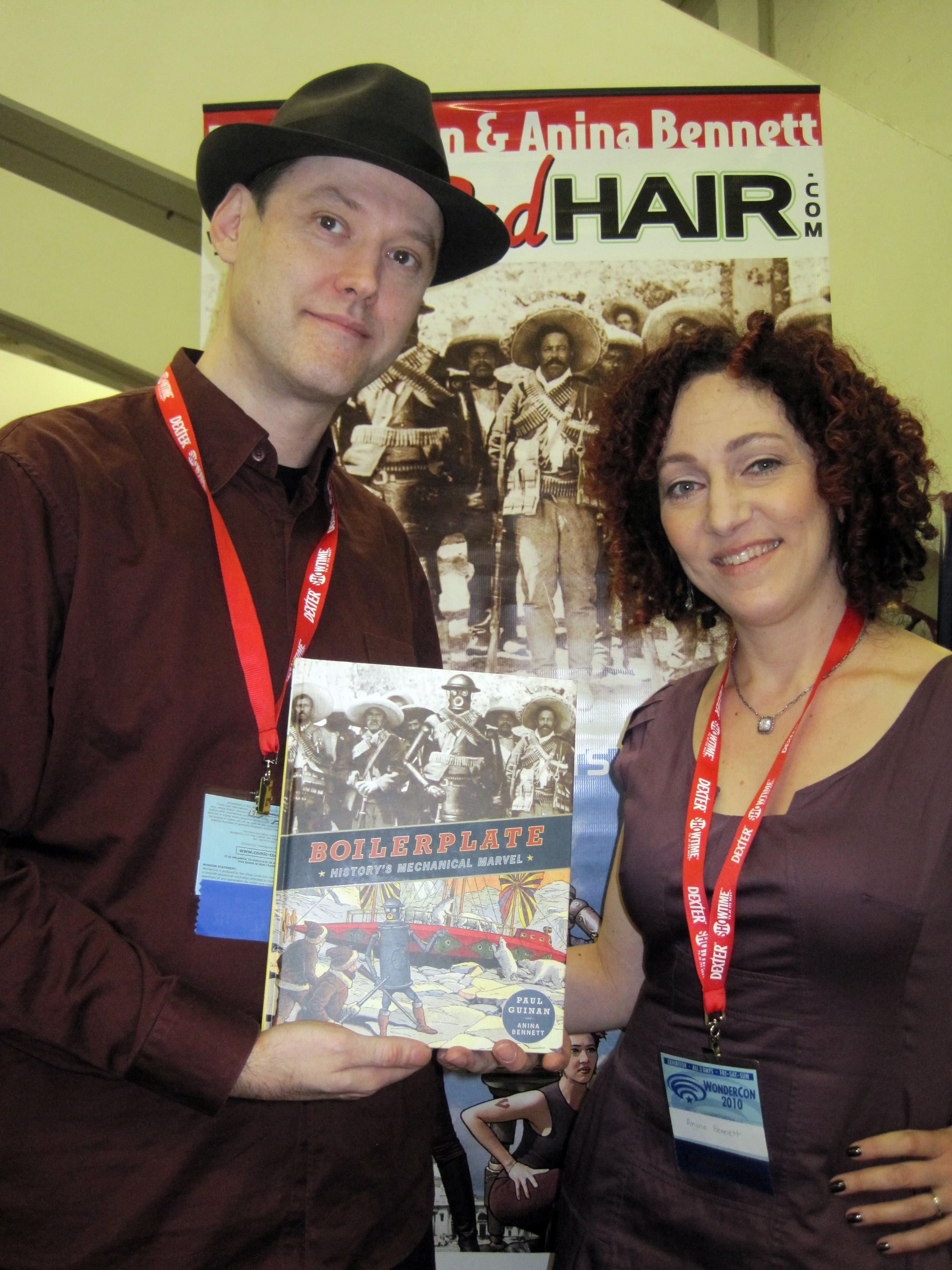
Guinan és felesége, Anina Bennett a WonderCon képregény-, sci-fi és filmes találkozón 2010-ben

„Azonban, – folytatta – azt gondoltam, hogy ha ilyen reakciót kaptam, miközben nem is próbálkoztam komolyan, mi lett volna, ha tényleg komoly munkát fektetek bele?”
Guinan úgy becsülte, hogy az oldal látogatóinak közel egyharmada fogadta el valódinak a kitalált történetet. Chris Elliott vígjátékíró például miközben felismerte, hogy Boilerplate egy kitalált szereplő, mégis úgy gondolta, hogy maga a „svindli” a 19. században keletkezett és a karaktert bele is foglalta egyik könyvébe (ld. alább).
Guinan később kiterjesztette weboldalát a The History of Robots in the Victorian Era, azaz „A robotok története a viktoriánus korban” című oldallá, amelyen „valódi és elképzelt robotok a századfordulón” szerepelnek.

## A szereplő története
Boilerplate-et Archibald Campion professzor alkotta az 1880-as években és az 1893-as chicagói világkiállításon, a kolumbuszi kiállításon mutatta be Chicagóban. A robot nevezetesebb kalandjai között van egy antarktiszi expedíció, amely során megmenti az expedíció tagjainak életét, fél kézzel elhajtva az úszó jégtáblákat szabaddá teszi a hajó útját, amellyel így aztán el tudnak hajózni.
Mivel a robot alkotója által kinyilvánított rendeltetése az „emberek halálának megakadályozása a nemzetek közötti konfliktusokban”, Boilerplate csatába száll a spanyol–amerikai háború és a bokszerlázadás alatt. Campion és robotja megkerüli a Földet az Amerikai Haditengerészettel, némafilmeket készít, Mark Twainnel, Nikola Teslával és hasonló személyekkel bratyizik.
Boilerplate aktív az első világháborúban is, de eltűnik Whittlesey őrnagy elveszett zászlóaljának kiszabadításakor, valószínűleg a németek fogságába esik, akik felépítését és működését akarják tanulmányozni. Ennek az elméletnek a támogatói rámutatnak a német hadi technológia óriási fejlődésére a két világháború között, amelybe beletartoznak az irányított rakéták, kísérleti sugárhajtású repülőgépek és fejlett tankok is. A második világháború után Boilerplate felbukkan különböző események alkalmával, gyakran éppen Chicagóban.

## Egyéb médiákban
- Paul Guinan és társszerzőként felesége, Anina Bennett (aki segít a Boilerplate webhely fenntartásában) megalkották a Boilerplate: History's Mechanical Marvel (Boilerplate: a történelem mechanikus csodája) című művet, ami a karakter kalandjainak illusztrált története. Ez a keménykötésű képeskönyv felöleli Boilerplate 25 éves létezését valamint a népszerű kultúrára tett későbbi hatását. A könyvet az Abrams Image adta ki 2009 októberében.[9] Guinan és Bennett korábban már együttműködtek az IDW Publishing kiadó által megjelentetett Heartbreakers képregényben, valamint a 2005-ben megjelent „Heartbreakers Meet Boilerplate” (A szívtörők találkozása Boilerplate-tel) egyszeri kiadású képregényben, ebben is szerepel Boilerplate[4] és jelölték őket egy Eisner-díjra is.[10]
- Boilerplate karakterként megjelenik Chris Elliott 2005-ös regényében, a The Shroud of the Thwacker címűben, amely egy áltörténelmi thriller. Elliott hibásan úgy vélte, hogy a Boilerplate weboldal egy 19. századra visszamenő beugratást mutat be és a weboldalon megjelent anyagokat bele is foglalta a művébe, miközben nem ismerte fel, hogy azok nem szabadon felhasználható anyagok. Miután figyelmeztették a valószínű szerzői jogsértésre, Elliott és Guinan megállapodásra jutottak, amely lehetővé tette a karakter felhasználását az Elliott könyvéből és annak jövőbeli kiadásaiból származó bevétel bizonyos százalékáért cserébe.[1][4]
- Boilerplate szerepel a kanadai Stars indie popegyüttes 2008-as Sad Robots (EP) című lemezének borítóján, valamint a 2008–9-es koncertkörútjuk reklámanyagain.[11]
- A Paramount Pictures megszerezte a megfilmesítés jogát, J. J. Abrams producer és Bad Robot Productions gyártócégének közreműködésével.[12]

## Fordítás
Ez a szócikk részben vagy egészben  a   Boilerplate (robot) című angol Wikipédia-szócikk ezen változatának fordításán alapul.  Az eredeti cikk szerkesztőit annak laptörténete sorolja fel. Ez a jelzés csupán a megfogalmazás eredetét és a szerzői jogokat jelzi, nem szolgál a cikkben szereplő információk forrásmegjelöléseként.